# 矮小忍冬
矮小忍冬（学名：Lonicera humilis）为忍冬科忍冬属的植物。分布在中亚山区以及中国大陆的新疆等地，生长于海拔1,000米至1,800米的地区，见于高山石坡或峭壁石隙中，目前尚未由人工引种栽培。
种加名 humilis 意为“低矮的”。